# Afroanguillans
Els afroanguillans o anguillans negres són els anguillans que tenen avantpassats a l'Àfrica, sobretot a l'Àfrica Occidental. El seu codi ètnic al joshuaproject és NFB68b.
El 2013, la majoria de la població d'Anguilla tenia avantpassats africans. Un 90,1% de la població total del país eren negres anguillans i un 4,6% eren mulats.

## Demografia
A Anguilla hi viuen uns 12.800 afroanguillans, però el total d'afroanguillans que viuen arreu del món són uns 76.000.

## Llengua
La llengua principal dels afroanguillans és l'anglès crioll anguillà, mentre que l'idioma institucional és l'anglès

## Religió
El 92,9% dels afroanguillans són cristians (dels quals un 18% són evangèlics). D'aquests, un 54,6% són protestants, un 35,4% són anglicans, un 3% són catòlics i un 6,8% pertanyen a altres esglésies cristianes. El 4,4% professen religions ètniques, l'1,2% són no-religiosos, l'1% practica altres religions i el 0,5% són islàmics.

## Música
La música d'Anguilla forma part de la zona musical de les petites antilles i ha rebut molta influència de la música caribenya, sobretot de Trinidad i Tobago i de Jamaica.
Els estils musicals més populars entre els afroanguillans són el calipso, el reggae i la soca. El músic afroanguillà més famós és Bankie Banx.